# 옥승일
옥승일(1972년 4월 11일~ )은 대한민국의 배우이다. 1991년 영화배우 첫 데뷔하였으며 이듬해 1992년에 SBS 2기 공채 탤런트로 정식 선발되었다.

## 출연작

### 영화
- 《나의 아내를 슬프게 하는 것들》 (1991년)

### 드라마
- 《아현동 마님》 (2007년, MBC)
- 《외과의사 봉달희》 (2007년, SBS) - 이창호 역
- 《어느날 갑자기》 (2006년, SBS)
- 《불멸의 이순신》 (2005년, KBS1)
- 《러브스토리 인 하버드》 (2004년, SBS)
- 《작은 아씨들》 (2004년, SBS)
- 《폭풍 속으로》 (2004년, SBS)
- 《발리에서 생긴 일》 (2004년, SBS) - '팍스랜드' 직원 역
- 《천국의 계단》 (2003년, SBS)
- 《흥부네 박터졌네》 (2003년, SBS)
- 《스크린》 (2003년, SBS)
- 《여자만세》 (2000년, SBS)
- 《내일은 맑음》 (2000년, KBS2)
- 《진실》 (2000년, MBC)
- 《카이스트》 (1999년, SBS)
- 《7인의 신부》 (1998년, SBS)
- 《나 어때》 (1998년, SBS)
- 《사랑해 사랑해》 (1998년, SBS)
- 《행복은 우리 가슴에》 (1997년, SBS)
- 《여자》 (1997년, SBS)
- 《남자 대탐험》 (1996년, SBS)
- 《그대 목소리》 (1995년, SBS)
- 《이 여자가 사는 법》 (1994년, SBS)
- 《이 남자가 사는 법》 (1994년, SBS)
- 《까치네》 (1994년, SBS)
- 《공룡선생》 (1993년, SBS)
- 《한강 뻐꾸기》 (1993년, SBS)
- 《장미정원》 (1992년, SBS)
- 《금잔화》 (1992년, SBS)
- 《가을 여자》 (1992년, SBS)
- 《목소리를 낮춰요》 (1991년, SBS)